# Dolichomyrma latipes
Dolichomyrma latipes är en myrart som beskrevs av Gennady M. Dlussky 1975. Dolichomyrma latipes ingår i släktet Dolichomyrma och familjen myror. Inga underarter finns listade i Catalogue of Life.